# Mirawara megaloprepia
Mirawara megaloprepia is een haft uit de familie Ameletopsidae. De wetenschappelijke naam van de soort is voor het eerst geldig gepubliceerd in 1955 door Riek.
De soort komt voor in het Australaziatisch gebied.